# EF-131
Бомбардировщик «131», индекс внутри ОКБ-1 EF-131 — советский опытный реактивный бомбардировщик, созданный в ОКБ-1 интернированными немецкими учёными под руководством Брунольфа Бааде на базе позднего проекта немецкого реактивного бомбардировщика Ju 287. Несмотря на перспективную компоновку, почти сразу после постройки лётных образцов устарел, что в совокупности с эксплуатационными недостатками привело к закрытию проекта.

## История разработки
В 1944 году фирма «Юнкерс» заканчивала постройку нескольких прототипов Ju 287 — перспективного реактивного бомбардировщика с крылом обратной стреловидности. Каждый из пяти прототипов отличался компоновочной схемой, так, Ju-287V1 имел четыре ТРД — два в мотогондолах на крыле и ещё два в передней части фюзеляжа. Для ускорения работ использовались части от готовых немецких или же сбитых американских бомбардировщиков, в частности, шасси от B-24 и фюзеляж от He 177. Всего прототипы выполнили 17 полётов.
После капитуляции Германии советские войска захватили в Дассау недостроенный Ju-287V1. Параллельно проводился сбор немецких специалистов в различных областях. В начале 1946 года НКВД провело операцию по сбору и вербовке авиационных специалистов, так как работа в авиационной сфере бывших немецких специалистов была прямо запрещена Потстдамским соглашением, в результате значительную часть авиационных инженеров вывезли в подмосковное Подберезье, где предоставили комфортные условия для жизни и работы. Производственной базой для ещё безымянного ОКБ были участки авиационного завода № 256. В конце 1946 года немецкие специалисты были разделены на ОКБ-1 и ОКБ-2. ОКБ-1, состоявшее из сотрудников фирмы «Юнкерс», возглавил доктор Брунольф Бааде, специалист по стреловидности крыла, ранее работавший в КБ фирмы «Юнкерс», полем деятельности данного бюро были тяжёлые самолёты.
Наиболее перспективным из немецких проектов ЦАГИ был признан вариант Ju 287 с шестью ТРД Jumo 004 под крылом, сгруппированные по три (Ju 287V3).
17 апреля 1946 года закрытым постановлением Совета Министров СССР № 874—266 коллективу немецких специалистов под руководством Бааде было поручено разработать и построить бомбардировщик на базе Ju 287. Три опытных образца были достроены немецкими специалистами ещё в Германии и перевезены в СССР в разобранном состоянии . Расчёты, сделанные в ЦАГИ, определили максимальную скорость для самолёта с крылом обратной стреловидности в 0,95 М. Однако достаточную жёсткость крыла обеспечить не удалось, что привело к уменьшению угла стреловидности. До весны 1947 года создавались условия для работы ОКБ в СССР, и только в марте 1947 работы были «легализованы» постановлением правительства СССР о разработке бомбардировщика «131». Первый полёт состоялся 23 мая 1947 года с немецким экипажем, при этом на пробеге из-за повреждения правой опоры шасси самолёт коснулся земли крылом.
Вскоре работы были приостановлены ЦАГИ из-за недостаточной прочности фюзеляжа и планера, после доработки испытания были продолжены. Однако в их ходе были выявлены постоянные колебания «шимми» — продольная неконтролируемая раскачка. Вдобавок, полёты сопровождались сильной вибрацией. В октябре 1947 года, после проверки технического состояния, были обнаружены многочисленные повреждения резиновых частей и уплотнений самолёта, вдобавок испортилась проводка. Все прототипы были отправлены на завод для ремонта и доработки к следующему циклу испытаний, намеченному на лето 1948 года. Однако, они так и не начались — постановлением Минавиапрома от 23 августа 1948 года все работы были прекращены. Один из прототипов впоследствии использовался для постройки бомбардировщика «140».

## Характеристики
Источник данных: 

Технические характеристики
- Экипаж: 4 человека
- Длина: 20,47 м
- Размах крыла: м
- Высота: 5,7 метра
- Максимальная взлётная масса: 23 000
- Масса топлива во внутренних баках: 7150 кг
- Силовая установка: 6 ×  Jumo-004B
- Тяга: 6 × 900 кгс

Лётные характеристики
- Максимальная скорость:  
  - у земли: 855 км/ч
  - на высоте 2000 м: 865 км/ч
- Практическая дальность: 1710 км
- Практический потолок: 12 500 м
- Время набора высоты 1000 метров: ??
- Длина разбега: 1820 метров
- Длина пробега: 860 метров

Вооружение
- Точки подвески: бомбовый отсек
- Бомбы: до 2000 кг

### Вооружение
Оборонительное вооружение самолёта состояло из двух 13-мм пулемётов MG 131, сгруппированных в хвостовую турель. Бомбовая нагрузка могла доходить до 2000 килограмм.

## Оценка машины
Несмотря на перспективность компоновки, EF-131 обладал рядом врождённых недостатков. Для 1947 года двигатели Jumo 004 были уже устаревшими — советские разработки, АМ-ТКРД-01 и АЛ-02 имели более высокие показатели. Кроме того, крыло обратной стреловидности вызывало продольную раскачку и сильную вибрацию. Вкупе с характеристиками, в целом не отвечавшими стремительно растущим требованиям к реактивному бомбардировщика это привело к закрытию программы в пользу дальнейшей разработки на базе EF-131, схожему по компоновке бомбардировщику «140».